# 1992年鞑靼斯坦主权公投
1992年3月21日，在俄罗斯鞑靼斯坦举行了主权公投，投票者被问及是否同意鞑靼斯坦成为一个主权国家。最终，投票率为82%，62.23%的投票者表示赞同，37.77%表示反对。不过，俄罗斯联邦政府并未认同公投结果，但同意给予鞑靼斯坦更多自治权。普京上台后，相关自治权逐渐被收回。